# 2-羟基-3-氧代丙酸还原酶
2-羟基-3-氧代丙酸还原酶（英語：2-hydroxy-3-oxopropionate reductase，EC 1.1.1.60（页面存档备份，存于））也称为“2-羟基-3-氧化丙酸还原酶”，是一种以NAD+或NADP+为受体、作用于供体CH-OH基团上的氧化还原酶。这种酶能催化以下酶促反应：
D-甘油酸 + NAD(P)+ {\displaystyle \rightleftharpoons } 2-羟基-3-氧代丙酸 + NADPH + H+
2-羟基-3-氧代丙酸还原酶主要参与乙醛酸和二羧酸的代谢过程。